# Coppa Italia 2017-2018 (hockey su pista femminile)
La Coppa Italia 2017-2018 è stata la 16ª edizione della principale coppa nazionale italiana di hockey su pista femminile. La competizione ha avuto luogo tra il 24 e il 25 febbraio 2018.
Il trofeo è stato conquistato dal Real Breganze per la 4ª volta nella sua storia.

## Risultati

### Tabellone
|  | Semifinali | Semifinali     | Semifinali |              |   | Finale        | Finale | Finale |  |
|  |            |                |            |              |   |               |        |        |  |
|  | 1          | Real Breganze  | 10         |              |   |               |        |        |  |
|  | 1          | Real Breganze  | 10         |              |   |               |        |        |  |
|  | 4          | Roller Matera  | 0          |              |   |               |        |        |  |
|  | 4          | Roller Matera  | 0          |              | 1 | Real Breganze | 4      |        |  |
|  |            |                |            |              | 1 | Real Breganze | 4      |        |  |
|  |            |                | 3          | GSH Molfetta | 3 |               |        |        |  |
|  | 2          | Amatori Pesaro | 3          | GSH Molfetta | 3 | 1             |        |        |  |
|  | 2          | Amatori Pesaro |            |              |   |               |        |        |  |
|  | 3          | GSH Molfetta   | 14         |              |   |               |        |        |  |

### Semifinali
| Follonica 24 febbraio 2018 | Real Breganze | 10 – 0 referto | Roller Matera | Pista Armeni |

| Follonica 24 febbraio 2018 | Amatori Pesaro | 1 – 14 referto | GSH Molfetta | Pista Armeni |

### Finale
| Follonica 25 febbraio 2018 | Real Breganze | 4 – 3 referto | GSH Molfetta | Pista Armeni |

## Campioni
| Vincitore della Coppa Italia 2017-2018 |
| -------------------------------------- |
| Real Breganze 4º titolo                |